# Головище (Курская область)
Головище — село в Горшеченском районе Курской области России. Входит в состав Среднеапоченского сельсовета.

## История
Основано в конце 70-х годов XVII века.
В 1869 году была возведена деревянная церковь во имя Скорбящей Божьей Матери. В 1937 году она была разрушена.
Во время коллективизации на территории села было организовано несколько колхозов. Центральный назвали именем Ленина в 1935 году.
В 1938 году была построена семилетняя школа.
В 1942 году Головище было оккупировано немецкими войсками. Село было освобождено в 1943 году силами 232 стрелковой дивизии.
До 1966 года входило в состав Ястребовского района. С 1966 года – в Горшеченском районе.
В 2009 году село было полностью газифицировано.

## География
Село находится в восточной части Курской области, в лесостепной зоне, в пределах юго-западной части Среднерусской возвышенности, преимущественно на правом берегу реки Дорожная, на расстоянии примерно 29 километров (по прямой) к западу от посёлка городского типа Горшечное, административного центра района. Абсолютная высота — 181 метр над уровнем моря.
Часовой пояс
Село Головище, как и вся Курская область, находится в часовой зоне МСК (московское время). Смещение применяемого времени относительно UTC составляет +3:00.

## Население
| 2002 | 2010 |
| ---- | ---- |
| 209  | ↘130 |

Гендерный состав
По данным Всероссийской переписи населения 2010 года в гендерной структуре населения мужчины составляли 44,6 %, женщины — соответственно 55,4 %.
Национальный состав
Согласно результатам переписи 2002 года, в национальной структуре населения русские составляли 100 % из 209 чел.

## Улицы
Уличная сеть села состоит из пяти улиц.